# Peninos

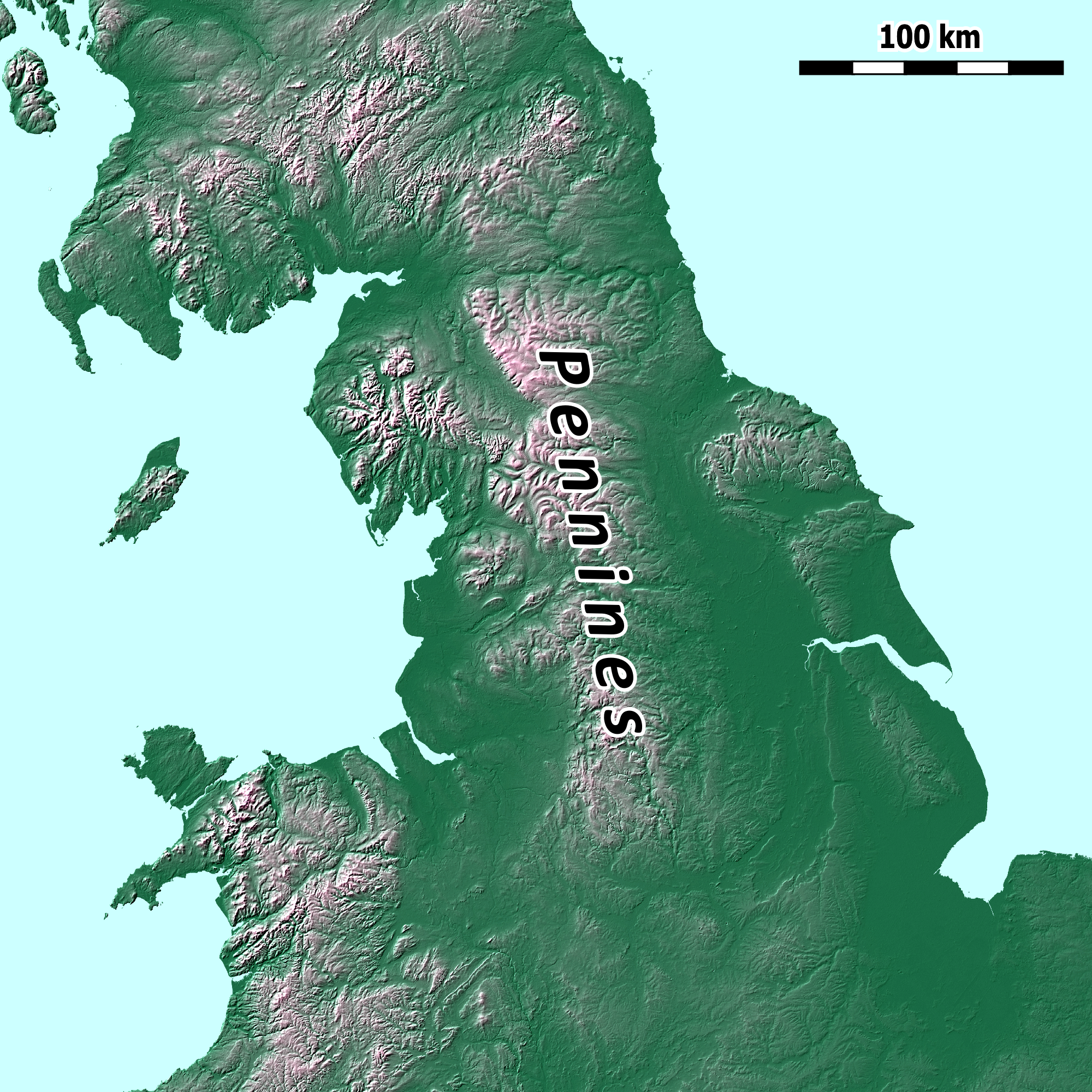
Localização dos Peninos.

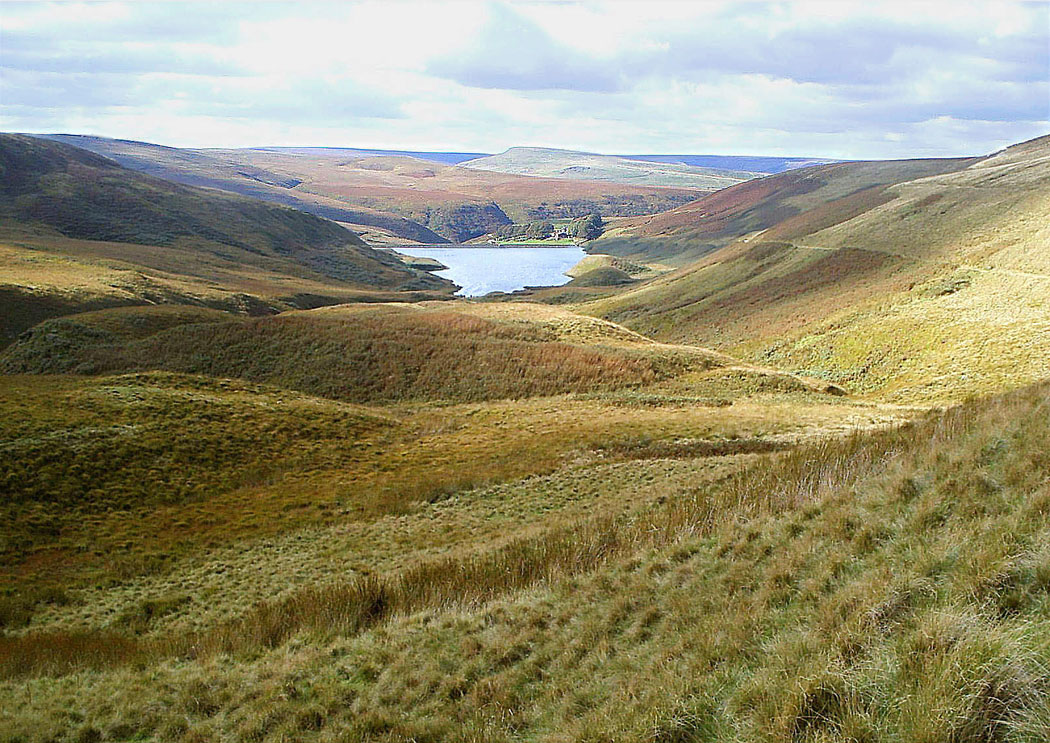
Paisagem típica dos Peninos.

Os Peninos ou montes Peninos (em inglês:  Pennines) são uma cadeia de montanhas no centro-norte da Inglaterra. Frequentemente citados como a "espinha dorsal da Inglaterra", formam uma cadeia contínua que se estende do Peak District nas Midlands, Derbyshire, através dos Yorkshire Dales, partes da Grande Manchester, dos West Pennine Moors de Lancashire e as Cumbrian Fells até as Cheviot Hills na fronteira escocesa. Seu comprimento total é de cerca de 402 km.

## Etimologia
A mais antiga referência escrita ao nome data apenas do século XVIII. A difusão do nome pode discutivelmente ser atribuída aos Montes Apeninos da Itália, cujo conhecimento muitos nobres ingleses tiveram ao realizar o Grand Tour por essa época e cujo nome provém da mesma raiz linguística céltica.